# Albio Tibullo

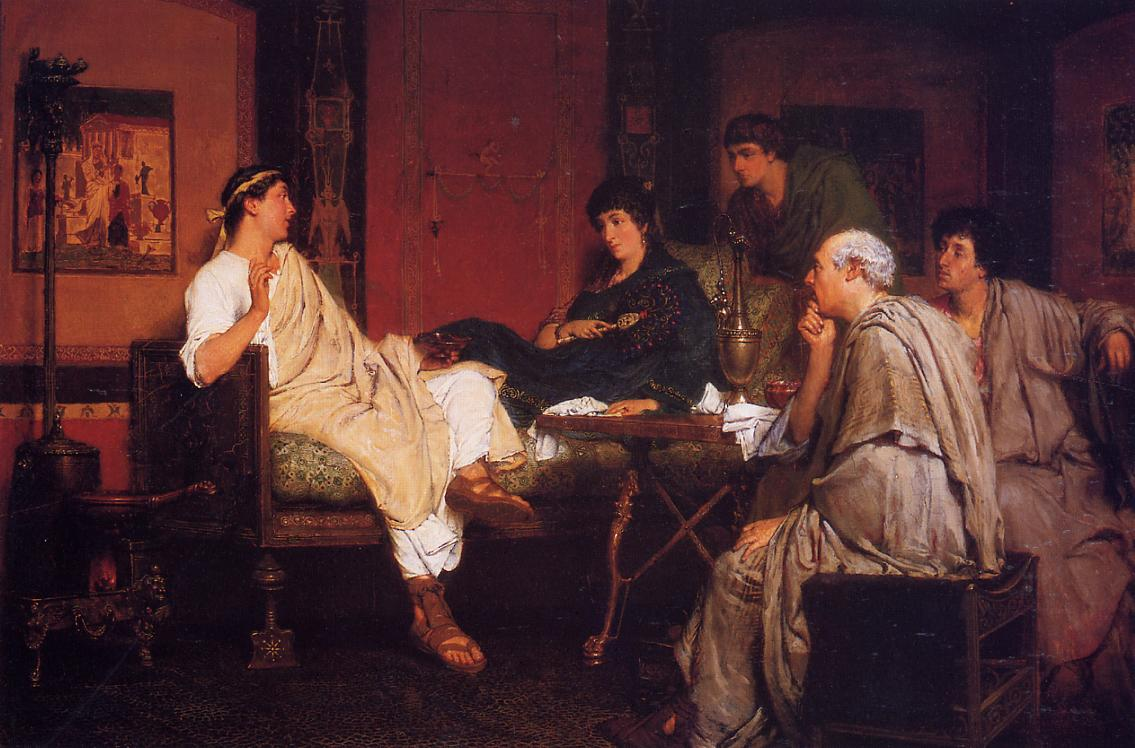
Il poeta Tibullo da un dipinto di Lawrence Alma-Tadema (1866).

Albio Tibullo (in latino Albius Tibullus; Gabii o Pedum, 54 a.C. circa – Roma, 19 a.C.) è stato un poeta romano del I secolo a.C., tra i maggiori esponenti dell'elegia erotica.

## Biografia
Scarse le notizie sulla sua vita, anche se Tibullo stesso ci fornisce diverse informazioni su di sé, nella propria opera. Inoltre, il testo di Tibullo, nei manoscritti che ce lo tramandano, è accompagnato da un epigramma scritto da Domizio Marso e da una Vita anonima. Il primo ci fornisce l'indicazione della data di morte. La seconda ci informa della sua origine, dei suoi rapporti con Messalla, dice che fisicamente era bellissimo e che multorum iudicio principem inter elegiographos obtinet locum (a giudizio di molti, ha il primo posto tra gli scrittori di elegie).

Nacque probabilmente nel Lazio, forse a Gabii, tra il 55 a.C. e il 50 a.C. da una ricca famiglia di ceto equestre, anche se sembra che nel 42 a.C. la sua famiglia abbia subito una confisca di terre, dopo la battaglia di Filippi.
 
Fece parte del circolo di Messalla Corvino, che raccoglieva poeti di ispirazione bucolica ed elegiaca distanti dagli interessi politici e civili di Mecenate. Seguì Messalla in una spedizione militare in Aquitania e poi nel 22 a.C. in Siria, ma fu costretto a fermarsi a Corfù per una malattia. Nel 27 a.C., comunque, poté assistere a Roma al trionfo di Messalla, celebrato il 25 settembre.

Terminati i viaggi e le spedizioni militari, dividendo la sua vita fra la città e la campagna, Tibullo strinse amicizia con Orazio, che gli dedicò due suoi componimenti, il carme I 33 e l'epistola I 4.

Morì poco dopo Virgilio, nell'anno 19 a.C., probabilmente a Roma. A questo periodo andrebbe datata l'elegia III, 9 degli Amores di Ovidio, un epicedio per la morte di Tibullo, in cui Ovidio immagina il funerale, dove Delia e Nemesi si contendono il primato nel cuore del defunto. Il testo contiene varie citazioni e rimandi al testo di Tibullo.

Ancora Ovidio fa il nome di Tibullo insieme a quelli di Virgilio, Orazio, Cornelio Gallo e Properzio nell'elegia IV,10 dei Tristia, lamentando che il destino non gli ha concesso abbastanza tempo per stringere amicizia con lui. Qui Ovidio, seguendo una consuetudine antica, stabilisce una "successione" dei poeti elegiaci: Gallo, Tibullo, Properzio e sé stesso come quarta "generazione".

## Opere
A Tibullo sono attribuiti tre libri di elegie, per un totale di 1.238 versi (619 distici elegiaci).

### Libro I
Il primo libro, pubblicato probabilmente nel 26 o nel 25 a.C., contiene 10 elegie di varia estensione, i cui temi principali sono l'amore per Delia e per Marato, il rifiuto della guerra e della violenza.

La prima elegia è programmatica, una sorta di presentazione e di manifesto della poetica e della personalità di Tibullo, improntate all'ideale oraziano della mediocritas. Rivolgendosi a Messalla, introduce alla tematica dell'amore per Delia, l'amore per la vita in campagna e per la pace.

La seconda elegia, un  paraklaysíthyron, svolge uno dei temi tipici della poesia erotica. Davanti alla porta chiusa di Delia si svolge il canto del poeta, una sorta di serenata.

Nella I 3, Tibullo malato è costretto ad abbandonare Messalla, in viaggio verso l'Egeo. In un'ansia di morte, il poeta ripensa alle ultime ore passate con Delia a Roma, immagina lei rimasta sola che prega per lui.  In uno dei pochi excursus mitologici della sua opera, Tibullo rievoca l'età dell'oro.

Nella I 4 viene introdotto il tema dell'amore omosessuale per Marato: Tibullo, dopo aver chiesto consiglio ad una statua del dio Priapo, viene istruito sull'arte di sedurre i giovinetti.

Ancora un paraklaysíthyron è la I 5, in cui Delia, lasciato Tibullo, ha un amante più vecchio e più ricco.

Con la I 5 si chiude il "romanzo di Delia": la donna tradisce il marito con Tibullo, che qui fornisce una sorta di precettistica dell'infedeltà.

In onore di Messalla, in occasione del suo compleanno è la I 6, mentre la 7 è un'esortazione alla giovane Foloe a ricambiare le attenzioni di Marato, che ritorna nella 8 quando tradisce Tibullo con un amante più ricco, provocando un'invettiva contro i due, sul modello della poesia giambica callimachea.

Nella I 9 Tibullo, richiamato sotto le armi, maledice la guerra ed elogia la vita in campagna e l'amore.
Infine della I 10 è presente un'esaltazione della pace e affronta l'ideale di vita del poeta.

### Libro II
Il secondo libro contiene 6 elegie, in cui la donna cantata non è più Delia, bensì Nemesi, ancora più crudele nei confronti del poeta.

Il componimento iniziale è dedicato alla festa degli Ambarvalia mentre, in II 2, il poeta si rivolge all'amico Cornuto in occasione del suo compleanno.

In II 3, fa la sua comparsa Nemesi, che si trova con un amante nella casa di campagna di lui, mentre Tibullo dà sfogo alla sofferenza data dalla gelosia, che riprende in II 4, dove si svolge il tema della "servitù d'amore": Tibullo è succube di Nemesi, ed è disposto a tutto per soddisfarne le richieste.

Ancora legate all'ambiente degli amici sono II ̩5, elegia dedicata a Messalino, figlio di Messalla, in occasione della sua investitura sacerdotale e II 6, in cui, in occasione della partenza per una campagna militare dell'amico Macro, Tibullo, riluttante, è disposto ad accompagnarlo, pur di dimenticare la crudele Nemesi. Nella speranza che l'amata diventi più tenera verso di lui, Tibullo rievoca l'immagine della sorellina di lei, morta cadendo da una finestra.

### Libro III
Il libro III raccoglie 20 componimenti di cui solo gli ultimi due sono considerati tibulliani.
Nelle elegie III, 1-6 un poeta di nome Lìgdamo (che indica la propria data di nascita nell'anno 43 a.C. e non può quindi essere Tibullo) canta in toni teneri e sospirosi il suo infelice amore per Neèra. Il componimento che nel libro occupa il settimo posto è il "Panegirico di Messalla", l'unico carme in esametri del Corpus; in esso un poeta, che alcuni studiosi ritengono possa essere Tibullo, esalta le eccelse doti del patrono, secondo gli schemi retorici dell'encomio.  Le elegie III, 8-18, infine, cantano vari momenti dell'amore appassionato di Sulpicia, nipote di Messalla, per un giovane di nome Cerinto. 
Il carme 19 è un'ardente dichiarazione d'amore per una puella di cui non viene fatto il nome; il carme 20 è un breve epigramma su voci, che tormentano il poeta, relative a presunte infedeltà dell'amata.

## Lingua e stile
Lo stile di Tibullo, tersus atque elegans (chiaro ed elegante), come lo definisce Quintiliano, è uno dei modelli della classicità. Tibullo lavora con un lessico limitato e con un numero ristretto di temi, variando i quali riesce a creare effetti sempre diversi, sfumando dal dolce al malinconico, e per questo definito "poeta triste", talvolta al rabbioso.
Non fa sfoggio, invece, di quell'erudizione mitologica che caratterizza lo stile del suo contemporaneo Properzio e anche la lingua di Tibullo è priva di arcaismi, grecismi e neologismi, nonché di anomalie morfologiche. Caratteristica della sua poesia è la descrizione di un tipo di amore intenso e travolgente, ma fragile, precario e difficile da gestire. Altro suo segno distintivo è una mescolanza di riferimenti alla religione tradizionale e a elementi di pratiche magiche e occulte.

## Tradizione e critica del testo
Benché Tibullo fosse molto apprezzato nell'antichità, nel Medioevo la sua opera ha scarsa circolazione, e per lo più in antologie. Solo alla fine del XIV secolo l'opera torna ad avere una vasta circolazione nella sua integrità.

Non sono sopravvissuti manoscritti tardoantichi né medievali. Da un archetipo O - perduto - derivano tutti i manoscritti rinascimentali, circa 100. Tra questi i migliori, alla base delle edizioni a stampa, sono tre:
1. l'Ambrosiano (A), scritto intorno al 1375, il cui primo proprietario conosciuto è l'umanista Coluccio Salutati.
2. il Vaticanus latinus 3270 (V), inizio del XV secolo.
3. il Genuensis Berianus D bis 11-6-51 (Ber), inizio del XV secolo.

Altre lezioni genuine si ricavano da alcune antologie di poeti latini, come il Florilegium Gallicum  (composto intorno alla metà del XIII secolo) o gli Excerpta Frisingensia (conservati in un solo manoscritto ora a Monaco di Baviera), raccolte per lo più in Francia in epoca tardomedievale, che sembrano derivare da una tradizione indipendente da O.

L'editio princeps risale al 1472, stampata a Venezia da Vindelino di Spira. La prima edizione condotta con criteri scientifici moderni è quella di Karl Lachmann del 1829.

## Edizioni italiane
- Tibullo, Le elegie, Versione di Francesco Paolo Mulé, Villasanta (Milano), Società anonima Notari, 1930.
- Albio Tibullo e autori del Corpus Tibullianum, Elegie, Testo latino e versione poetica di Guido Vitali, Bologna, N. Zanichelli, 1940.
- Tibullo, Elegie, Introduzione, testo, note e traduzione a cura di Onorato Tescari, Milano, Istituto editoriale italiano, 1951.
- Albio Tibullo e Sesto Properzio, Opere, a cura di Giacinto Namia, Torino, UTET, 1973, pp. 88-223: Tibullo e gli autori del Corpus Tibullianum.
- Tibullo, Le elegie, a cura di Francesco Della Corte, Roma, Fondazione Lorenzo Valla, Milano, Mondadori, 1980.
- Albio Tibullo e autori del Corpus tibulliano, Elegie, Traduzione di Luca Canali, introduzione e commento di Luciano Lenaz, Milano, Rizzoli, 1989.